# Мексиканские приключения
«Вызов» (англ. The Challenge) — американская кинокомедия 2003 года.

## Сюжет
17 летние Элизабет и Шейн Далтон — сёстры-близняшки, чьи родители развелись и живут в разных городах. Одна из сестёр — вегетарианка, а другая всегда предпочтёт съесть сочный стэйк. Одна из сестёр бережёт даже насекомых, вторая обязательно пришлёпнет тапком заползшего в дом паука. Но однажды сёстры вновь встречаются на реалити-шоу «Вызов», где они волей судьбы оказываются в одной команде. Впереди непосильные испытания, мексиканский зной и утерянная нить взаимопонимания… Любовь, романтика и недюжинное желание победить…

## В ролях
| Актёр           | Роль                    |
| --------------- | ----------------------- |
| Эшли Олсен      | Элизабет «Лиззи» Далтон |
| Мэри-Кейт Олсен | Шейн Далтон             |
| Брайан Скала    | Маркус                  |
| Лукас Бенкен    | Адам                    |
| Сара Бастиан    | Келли                   |
| Джо Майкл Бурк  | Макс                    |
| Закк Мур        | Джастин                 |
| Тео Росси       | Энтони                  |
| Диана Карреньо  | Джей Джей               |
| Ти Ходжес       | Чарльз                  |